# Конкурс имени Вианы да Мотта
Международный конкурс пианистов имени Вианы да Мотта (порт. Concurso Internacional de piano Vianna da Motta) — международный конкурс академических пианистов, проходящий с 1957 г. в Лиссабоне и названный в честь португальского пианиста и композитора Жозе Вианы да Мотта.
Инициатива проведения конкурса принадлежала пианисту Секейре Коште, находившемуся под впечатлением от своего участия в парижском Конкурсе Маргерит Лонг и Жака Тибо (1951). К 1957 г. ему удалось убедить португальское правительство в целесообразности учреждения конкурса, а призовой фонд первого конкурса Кошта выплатил из собственных средств. Жюри первого конкурса, в которое входили Лев Оборин, Магда Тальяферро, Жак Феврье и другие известные музыканты, присудило победу советскому пианисту Науму Штаркману. Среди последующих победителей и призёров конкурса также было немало советских и российских исполнителей: Владимир Крайнев, Виктория Постникова, Фархад Бадалбейли, Граф Муржа, Элеонора Карпухова и др.
В 1973 и 1991 гг. проводился также конкурс скрипачей.

## Победители конкурса
- 1957 — Наум Штаркман (СССР)
- 1964 — Владимир Крайнев (СССР) и Нельсон Фрейре (Бразилия)
- 1966 — первая премия не присуждена
- 1968 — Виктория Постникова и Фархад Бадалбейли (оба СССР)
- 1971 — первая премия не присуждена
- 1973, скрипка — Ида Кавафян (США) и Жерарду Рибейру (Португалия)
- 1975 — Теофил Бикис (СССР) и Уильям Де Ван (США)
- 1979 — Артур Папазян (СССР)
- 1983 — первая премия не присуждена
- 1987 — Артур Писарро (Португалия)
- 1991 — первая премия не присуждена
- 1997 — Дао Чанг (Гонконг)
- 1999 — Амир Тебенихин (Казахстан)
- 2001 — первая премия не присуждена
- 2004 — первая премия не присуждена
- 2007 — первая премия не присуждена
- 2010 — Лилиан Акопова (Украина)